# Майское Утро (Алтайский край)
Ма́йское У́тро — посёлок в Шипуновском районе Алтайского края. Входит в состав Первомайского сельсовета.

## География
Посёлок находится на расстоянии 12 км к северо-западу от села Шипуново, административного центра района.

## Население
| 1997 | 1998 | 1999 | 2000 | 2001 | 2002 |
| ---- | ---- | ---- | ---- | ---- | ---- |
| 33   | ↘31  | ↘27  | →27  | ↘22  | ↗26  |
| 2003 | 2004 | 2005 | 2006 | 2007 | 2008 |
| ↗29  | ↘27  | ↘24  | ↗25  | ↗27  | ↘19  |
| 2009 | 2010 | 2011 | 2012 | 2013 |      |
| →19  | ↗21  | ↘20  | ↘19  | ↘17  |      |

### Национальный состав
Согласно результатам переписи 2002 года, в национальной структуре населения русские составляли 94 %.